# 巴尔特沃梅伊·邦克
巴尔特沃梅伊·邦克（波蘭語：Bartłomiej Bonk，1984年10月11日—），波兰男子举重运动员。他曾代表波兰参加2008年、2012年和2016年夏季奥林匹克运动会举重比赛，其中2012年奥运会获得一枚银牌。